# الحي الصيني (سنغافورة)
الحي الصيني((بالصينية: 牛车水; بي-ويه-جي: Gû-chia-chúi) و (بالملايوية:  Kreta Ayer)‏ و (بالتاميلية:  சைனா டவுன்)‏) هي منطقة فرعية وجيب عرقي تقع داخل منطقة Outram في المنطقة المركزية من سنغافورة. يضم العناصر الثقافية الصينية بوضوح، كان الحي الصيني يتركز تاريخياً السكان الصينيون العرقيون.
 الحي الصيني هو أقل بكثير من جيب كان عليه من قبل. ومع ذلك، فإن المنطقة لا تحتفظ بأهمية تاريخية وثقافية مهمة. تم إعلان أجزاء كبيرة منه مواقع تراث وطني مخصصة رسميًا للحفظ من قبل هيئة التطوير الحضري.

## علم أصول الكلمات

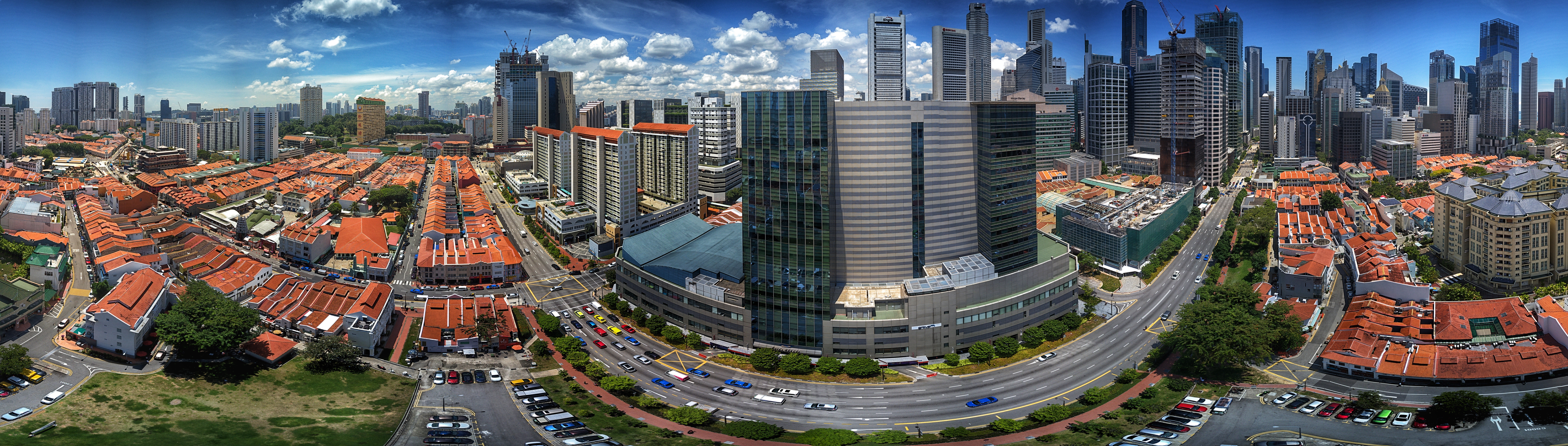
المنظور الجوي للحي الصيني. مأخوذة من شارع النادي. أكتوبر 2018.

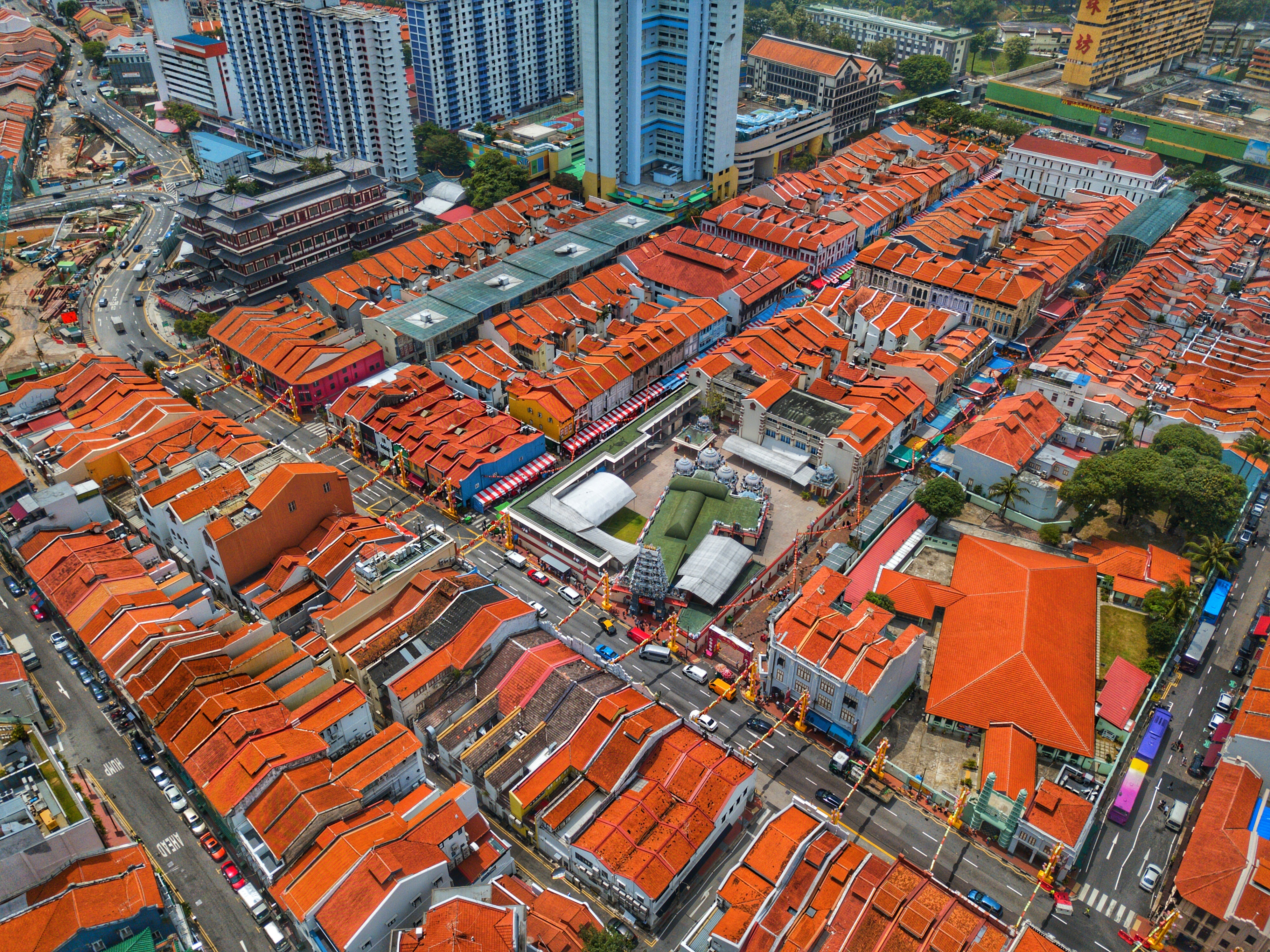
منظور جوي للحي الصيني في سنغافورة

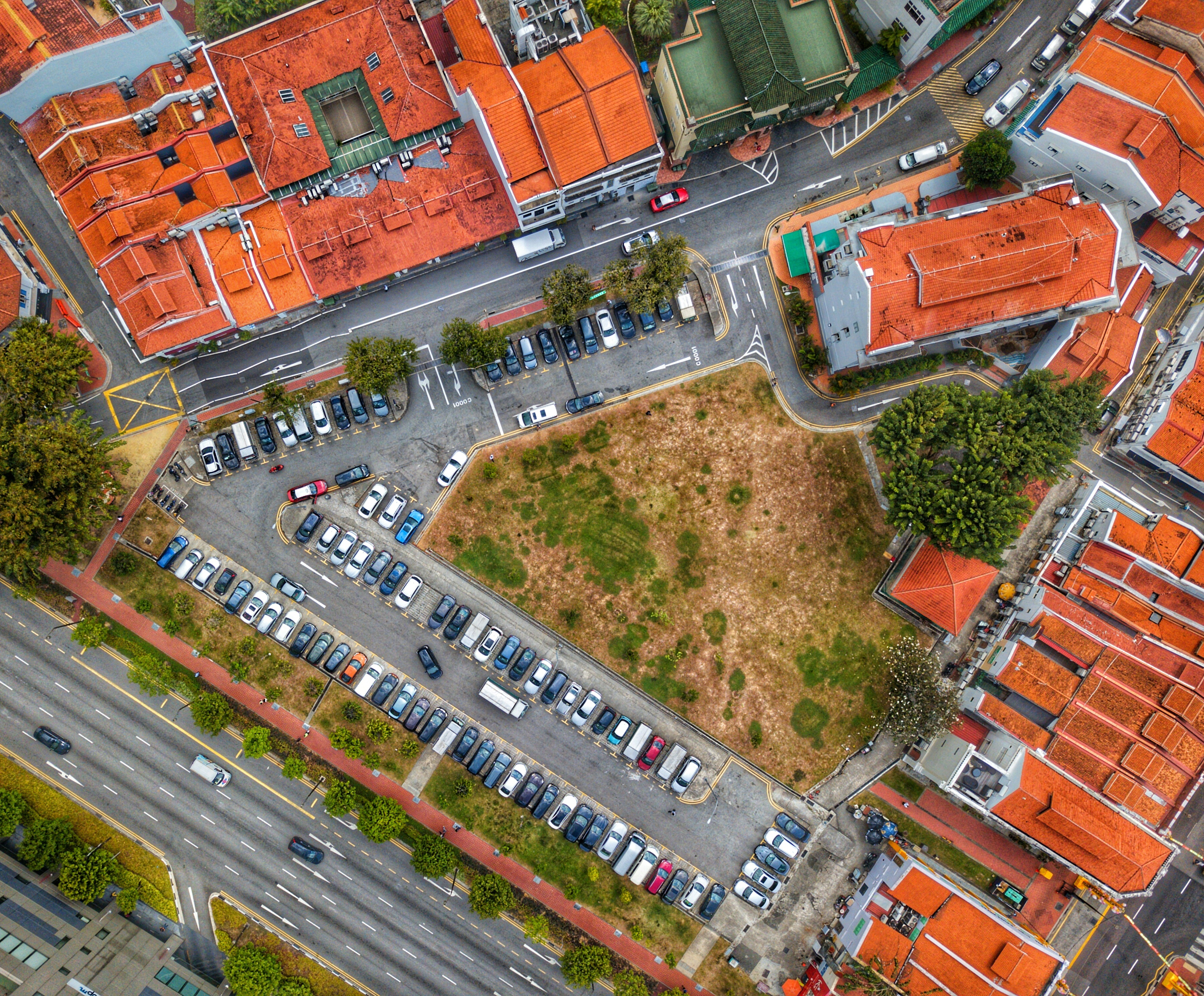
نظرة من أعلى إلى أسفل موقف للسيارات بالقرب من شارع النادي

يعرف الحي الصيني في سنغافورة باسم نيو تشي شوي (Chinese في الفصحى، قو شيا Chwi في هوكين ونجاو تشي شوي في الكانتونية - وكلها تعني«الثور المياه عربة»- وكريتا آير في الملايو (ما بعد 1972 الإملائية:«الهواء السيارات عروض»)، وهو ما يعني«عربة المياه». هذا يرجع إلى حقيقة أن إمدادات المياه في الحي الصيني قد تم نقلها بشكل أساسي بواسطة عربات مدفوعة بالحيوانات في القرن التاسع عشر. على الرغم من أن هذه الأسماء تُستخدم أحيانًا للإشارة إلى الحي الصيني بشكل عام، إلا أنها تشير فعليًا إلى منطقة Kreta Ayer Road.

## صالة عرض

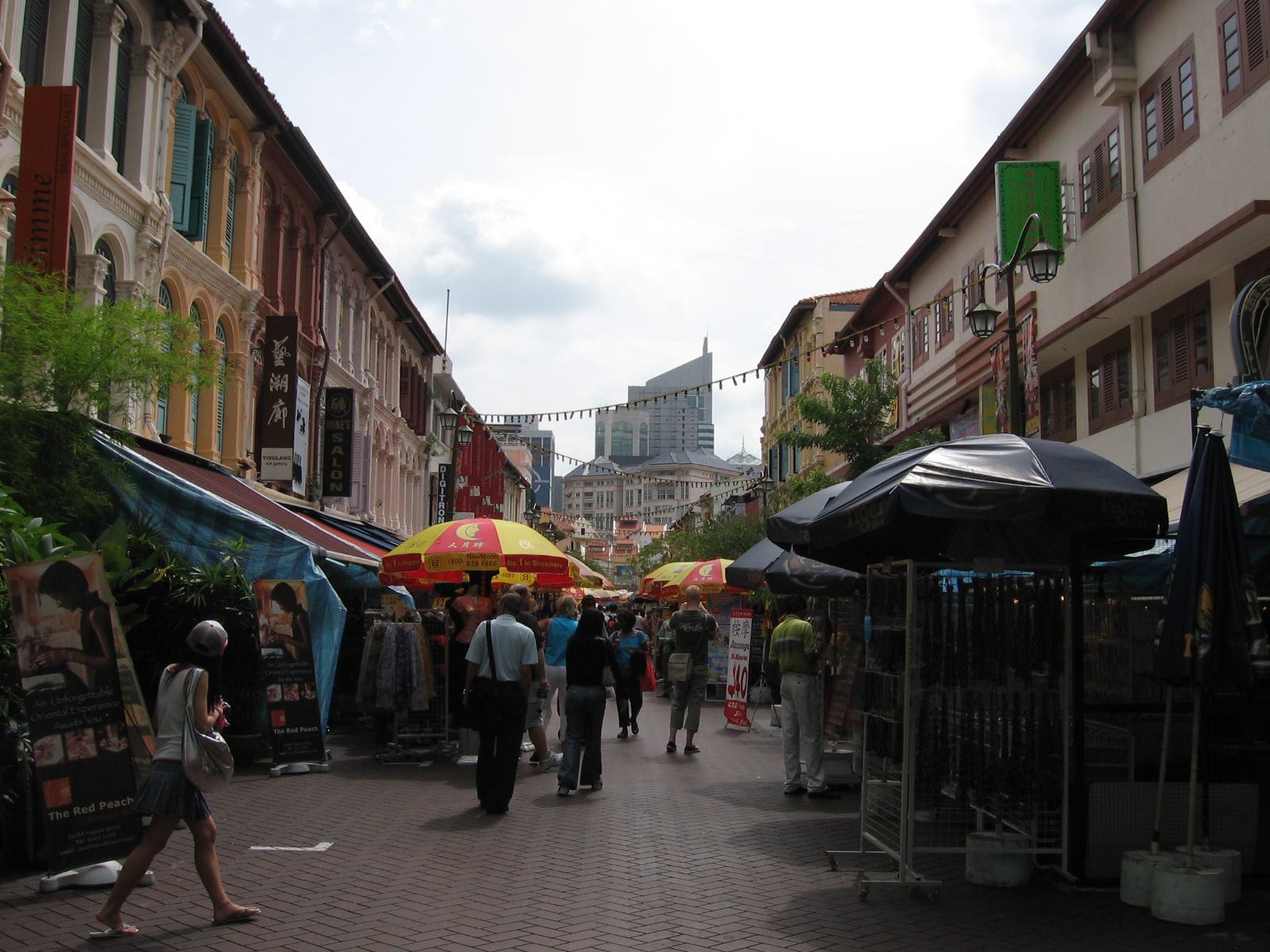
تم تسمية Pagoda Street باسم المعبد الهندوسي، معبد سري ماريامان ماريانمان، الذي يقع في نهاية شارع الجسر الجنوبي في الشارع.
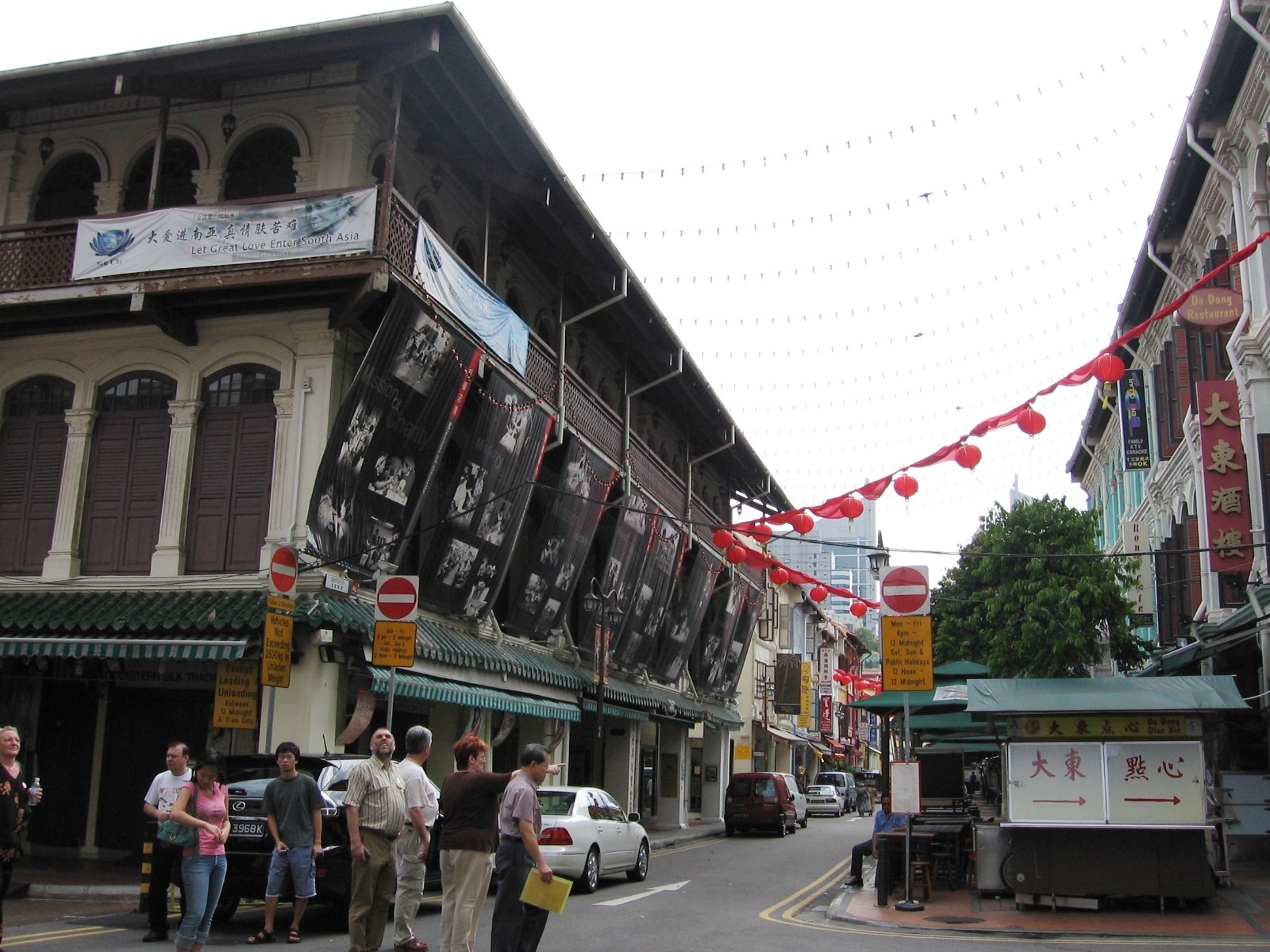
لدى شارع سميث  [لغات أخرى]‏ الآن شارع طعام مفتوح.
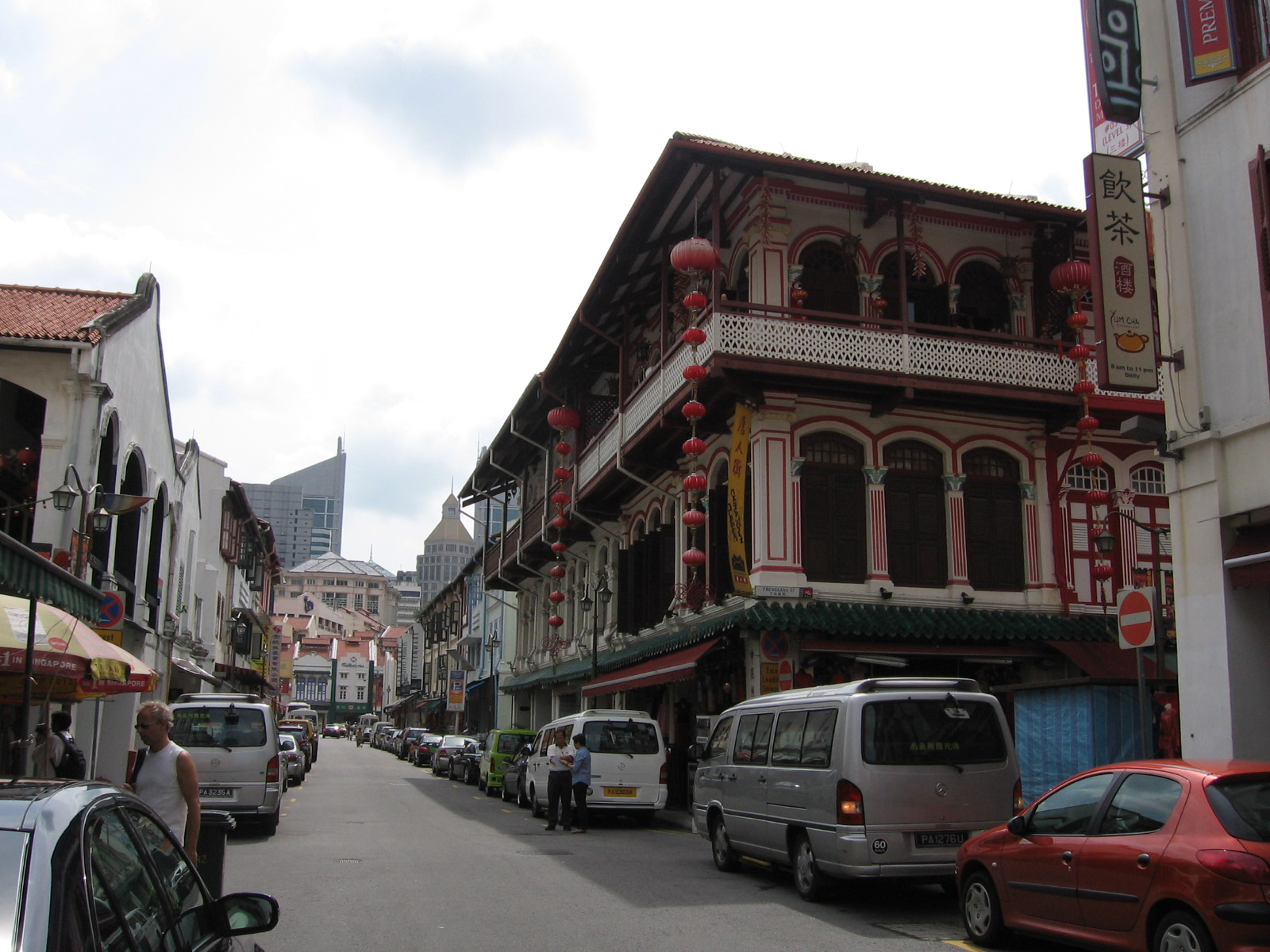
يشير Temple Street إلى معبد سري ماريامان Temple، الذي يقع في نهاية شارع South Bridge Road في الشارع.
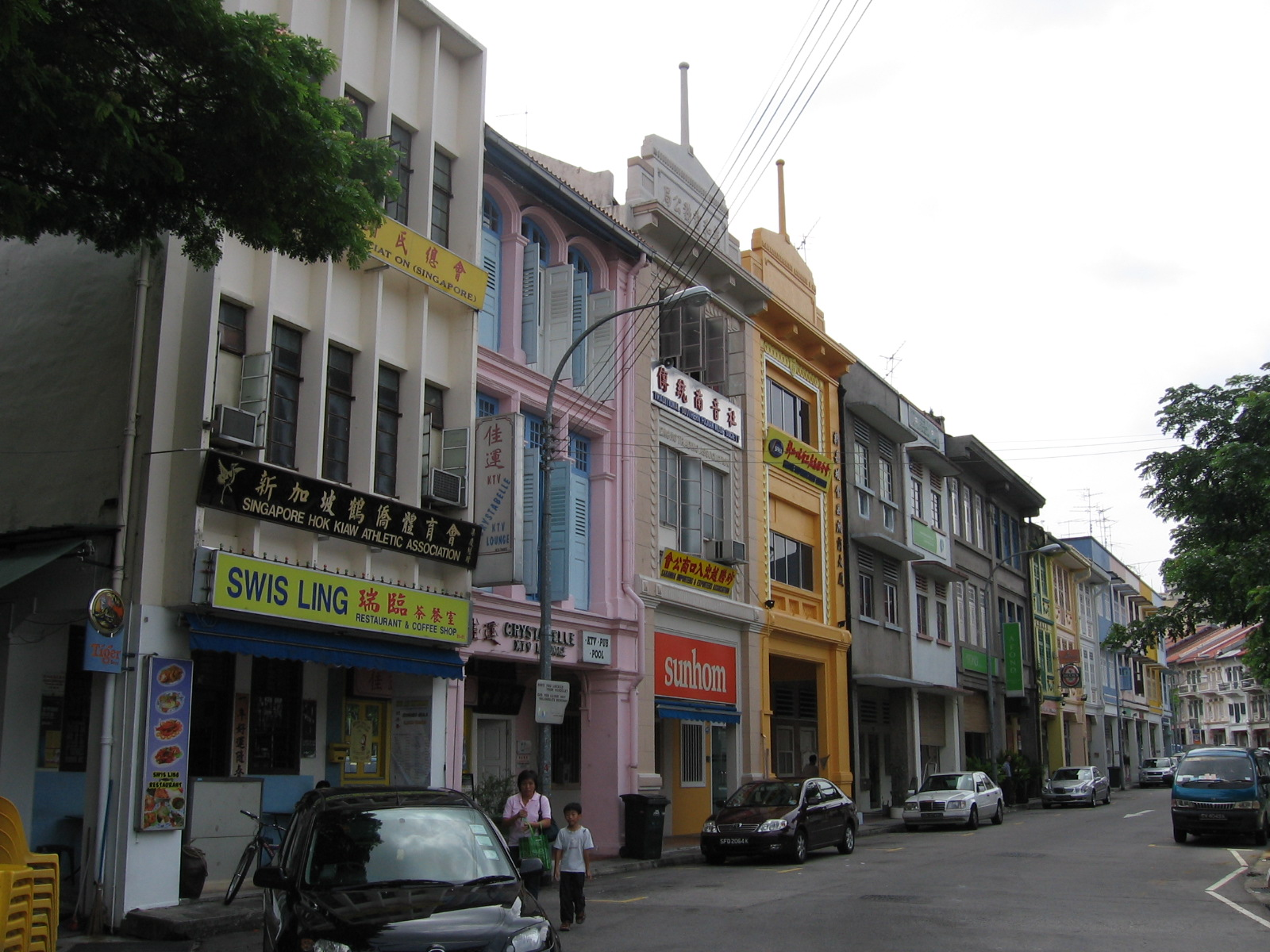
ثلاثة طوابق المتاجر على طول طريق تيو هونغ.
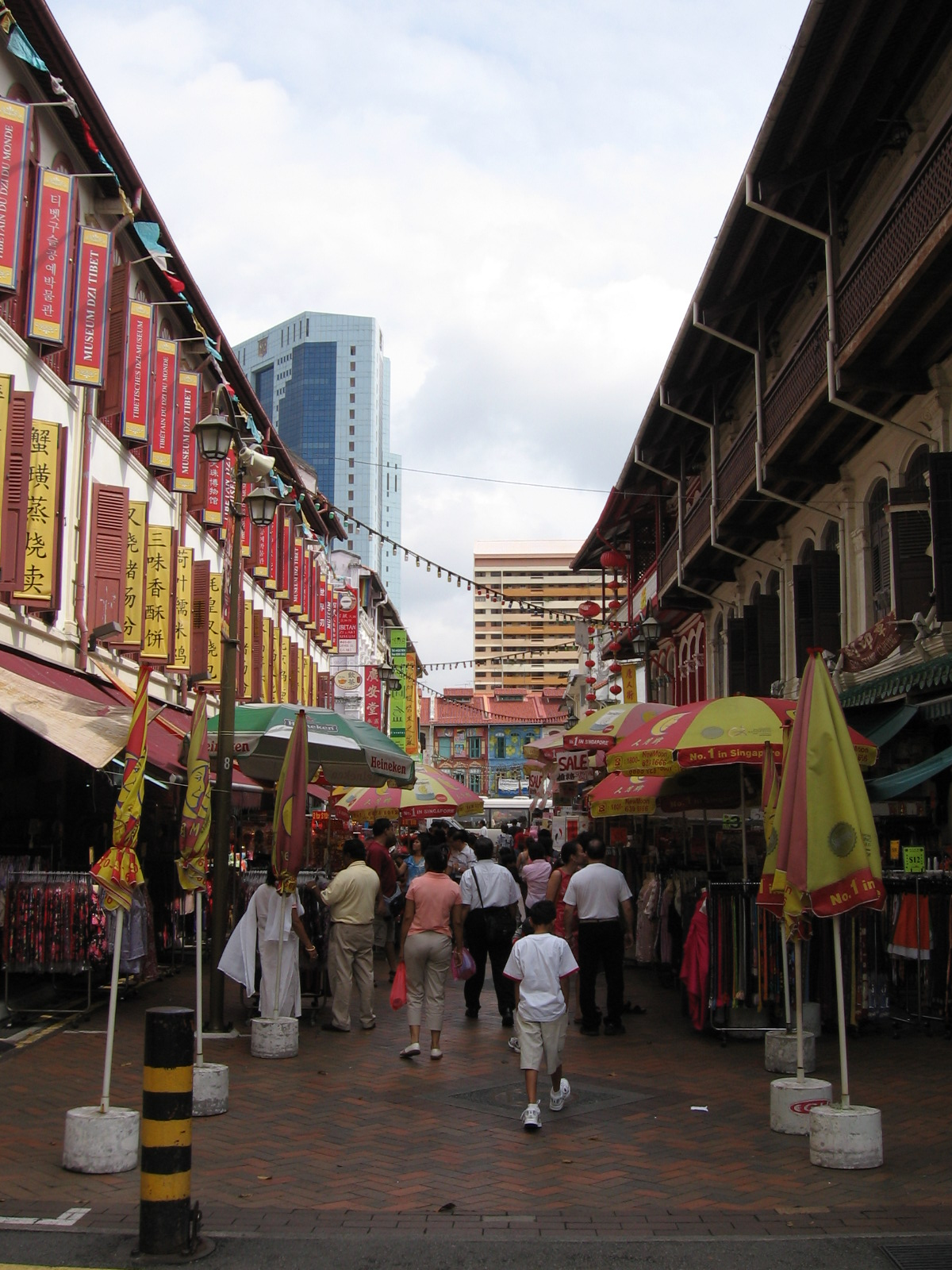
تم تحويل شارع Trengganu  [لغات أخرى]‏ إلى مركز للمشاة حيث توجد متاجر تبطن جانبي الشارع ، والتي تتحول إلى سوق ليلي  [لغات أخرى]‏ بعد حلول الظلام.
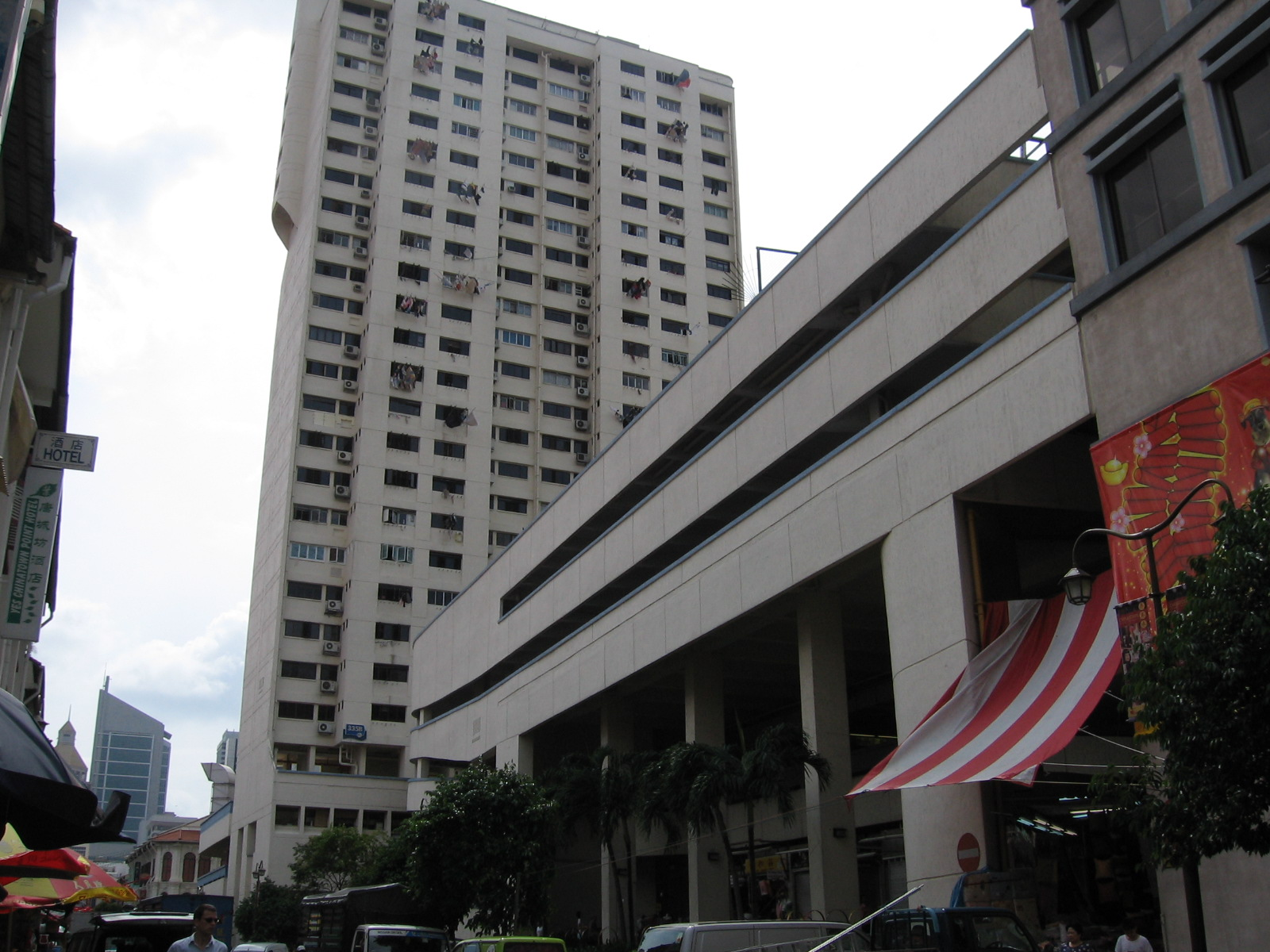
يحتوي مجمع الحي الصيني في شارع سميث على مركز للمواد الغذائية وسوق رطب ومحلات لبيع السلع المتنوعة.
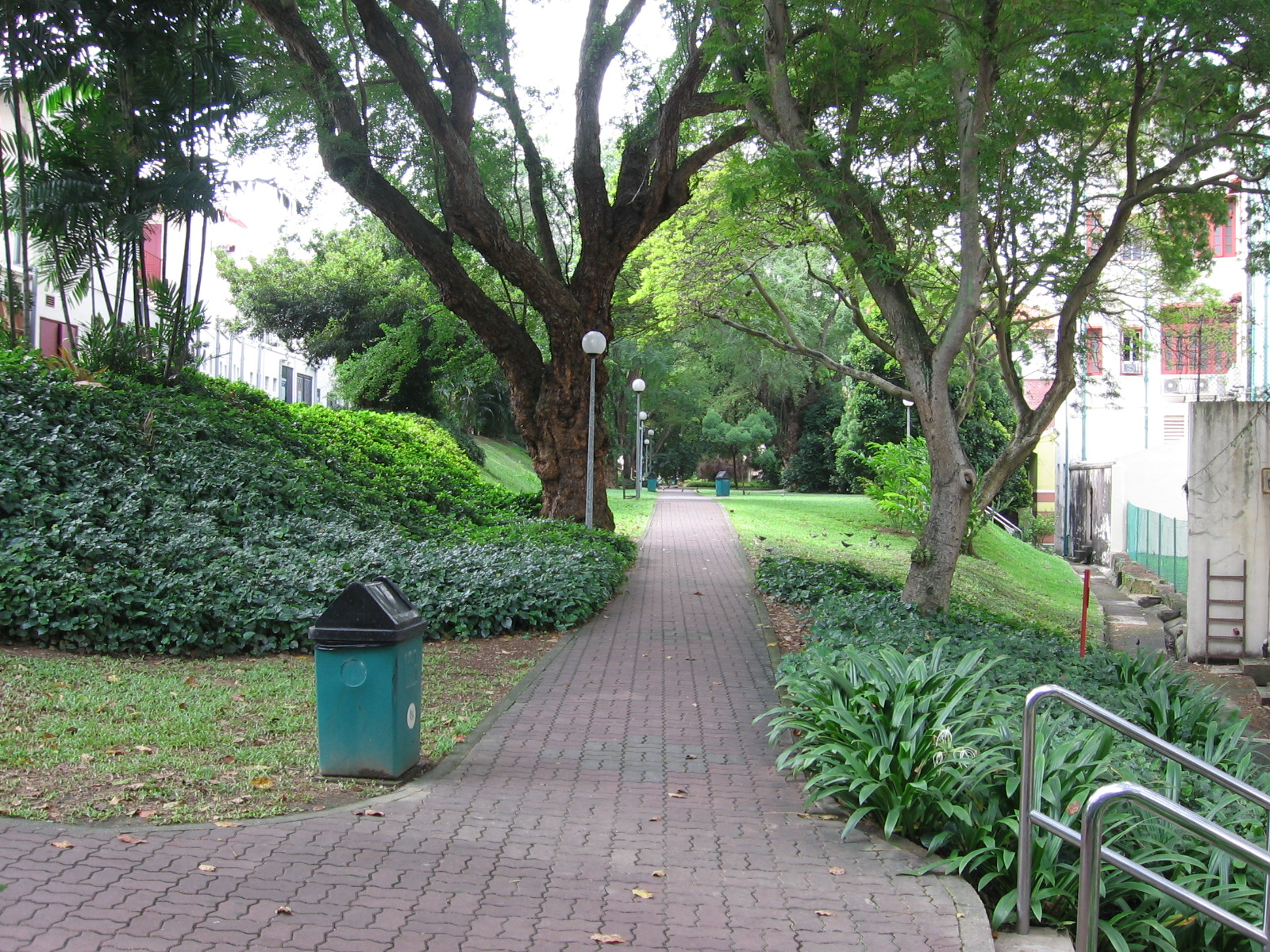
يمتد Duxton Plain Park من New Bridge Road في الحي الصيني إلى مجمع Yan Kit السابق للسباحة في Tanjong Pagar.
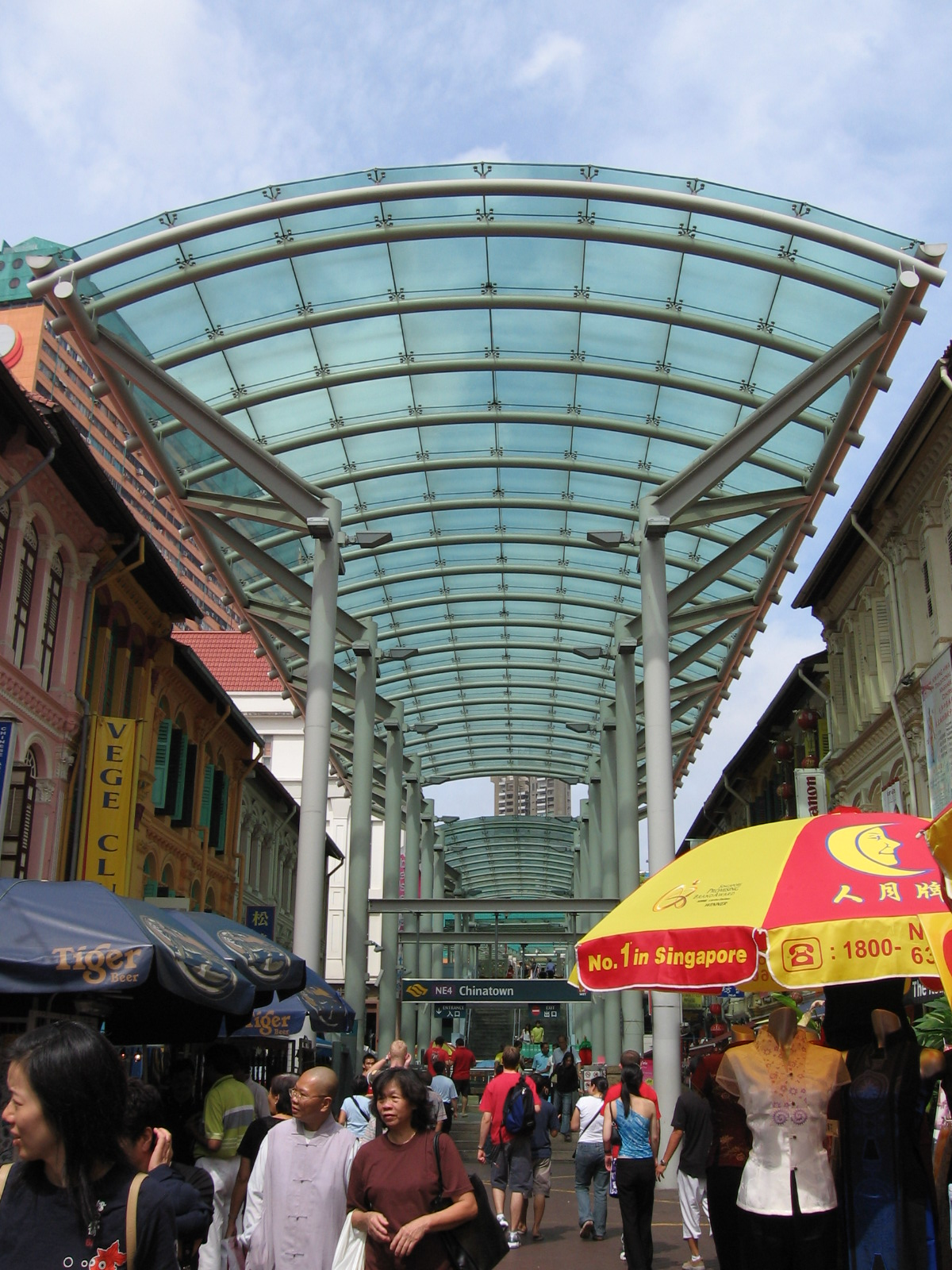
مدخل محطة مترو تشاينا تاون في شارع باجودا.
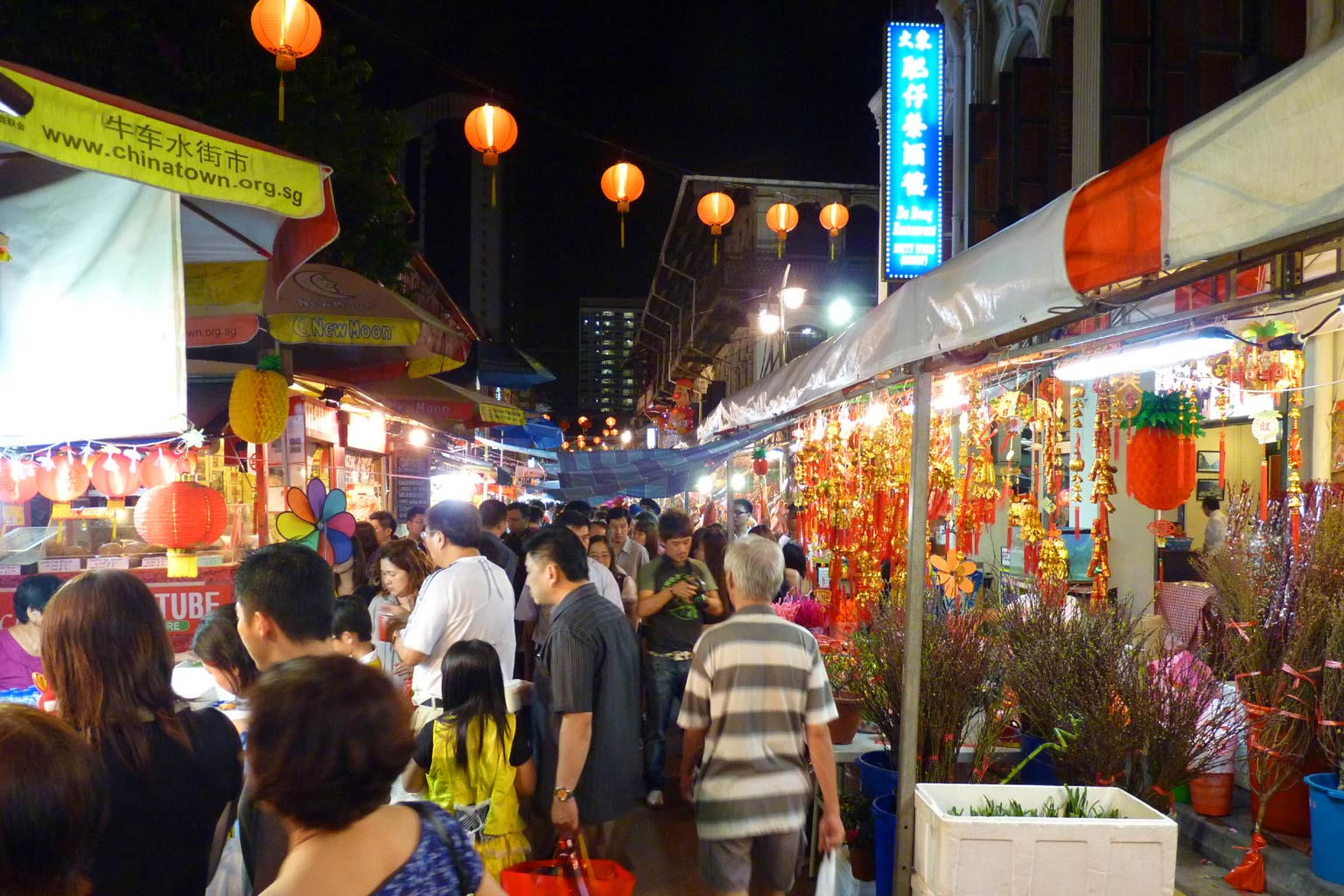
سوق ليلي في الحي الصيني في سنغافورة حول السنة الصينية الجديدة 2011.
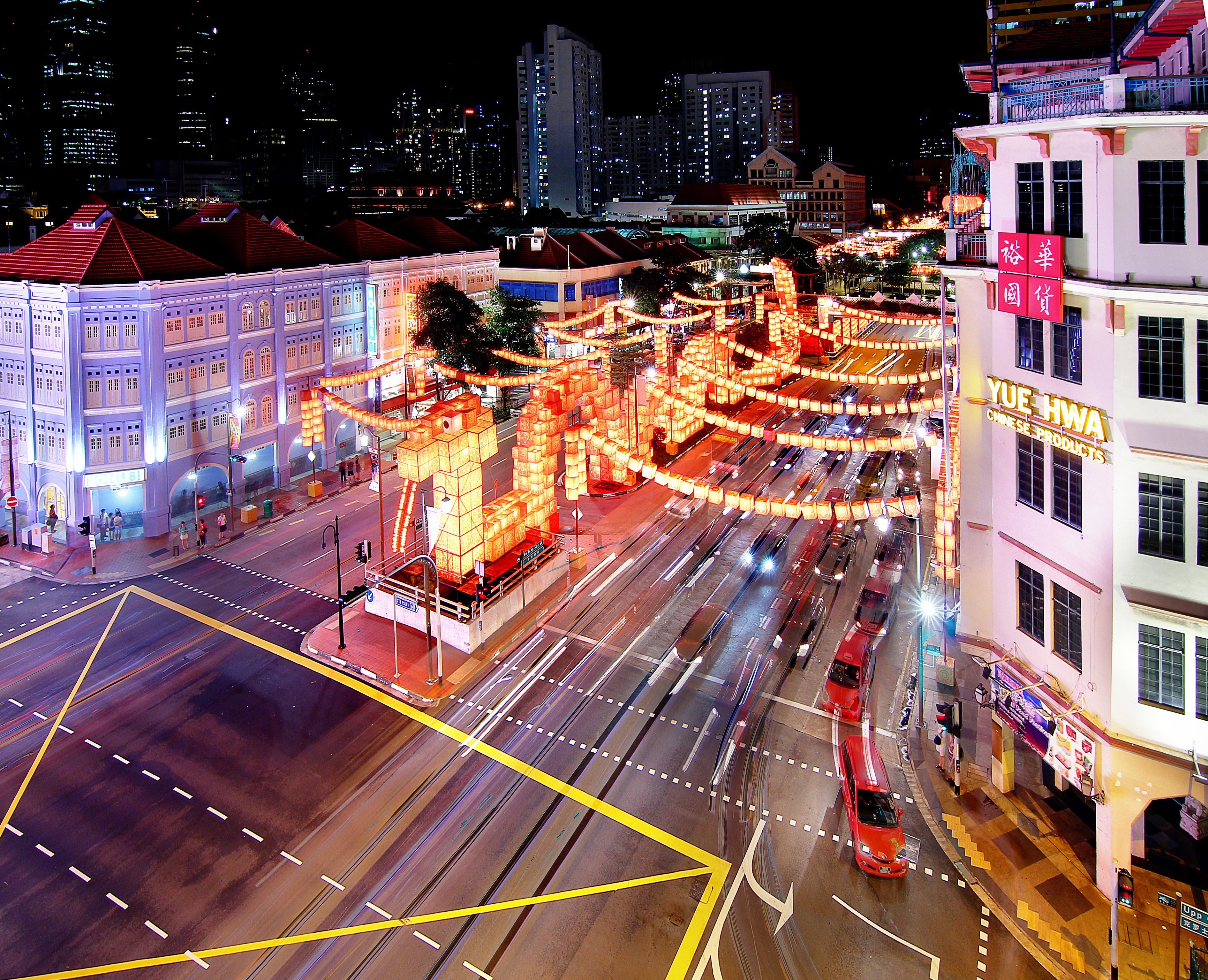
سنة الأفعى السنة الجديدة 2013.
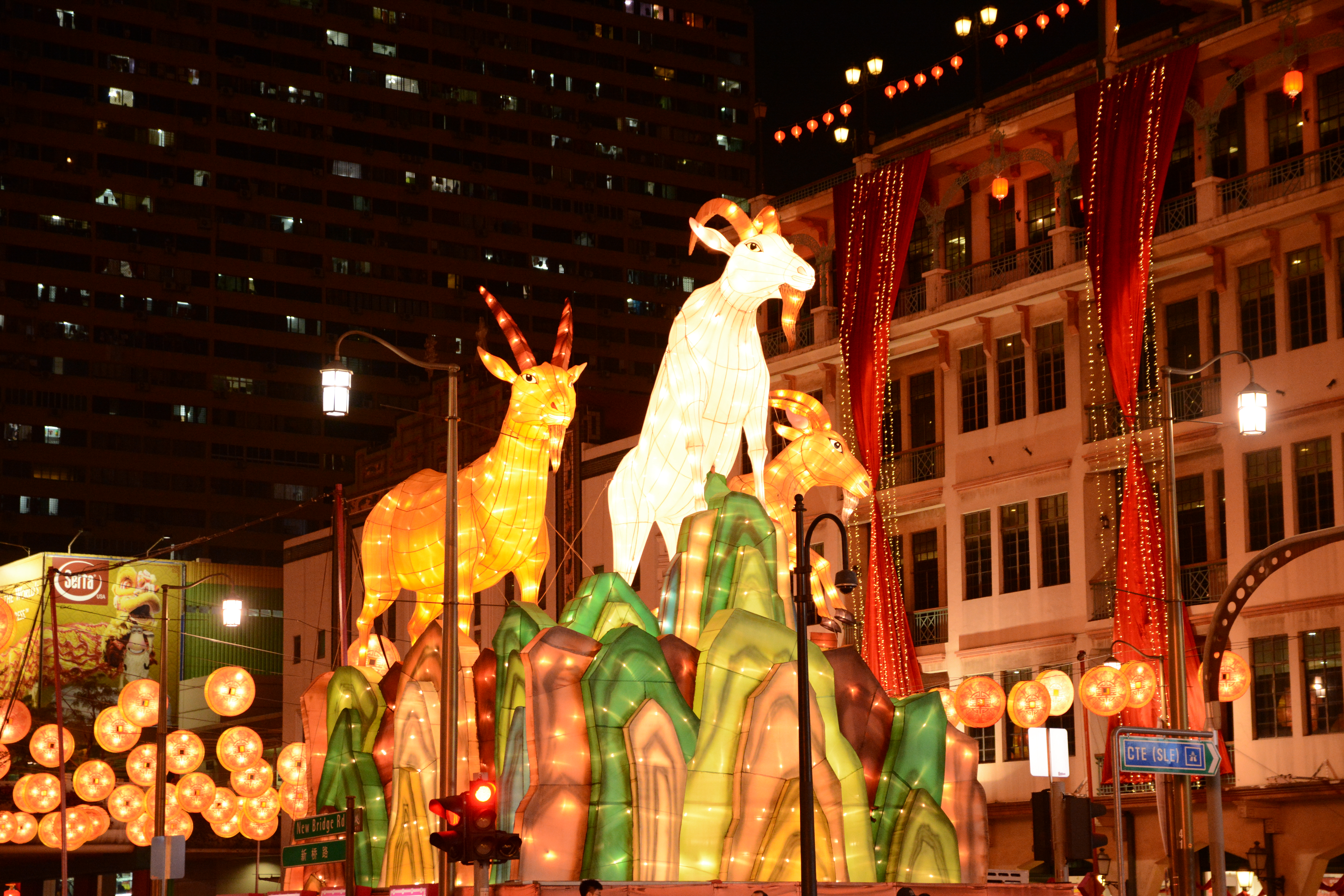
السنة الصينية الجديدة الحي الصيني 2015.

1. ↑  "Chinatown". Singapore Infopedia. National Library Board. مؤرشف من الأصل في 2019-03-18. اطلع عليه بتاريخ 2016-04-05.

## روابط خارجية
- الموقع الرسمي سنغافورة الحي الصيني
- مركز تراث الحي الصيني
- كريتا آير على Visitsingapore.com
- موقع كريتا آير كوميونيتي سنتر